# Henri-Paul Pellaprat
Henri-Paul Pellaprat (född 1869 i Paris, död 1952 i Paris) var en av de främsta franska kockarna och lärarna under 1900-talet. Han började sin lärlingsutbildning år 1882. Han grundade "Cordon Bleu" kockskola i Paris och skrev en kokbok: "L'Art Culinaire Moderne", 1935, på svenska "Kokkonsten" (se ref nedan). Boken har en del relevans även idag trots att det franska köket har utvecklats mycket sedan hans tid. 1965 utkom en reviderad upplaga under medverkan av många framstående kockar, en del elever till Pellaprat, med titeln "Det tjugonde århundradets Pellaprat".